# Michele Fazioli (giornalista)
Michele Fazioli (Bellinzona, 4 luglio 1947) è un giornalista e conduttore televisivo svizzero.

## Biografia
Laureato in Scienze Politiche all'Università di Losanna, ha iniziato la sua carriera di giornalista lavorando in radio, divenendo responsabile della redazione nazionale e regionale della radio della RTSI e conduttore; negli anni 1980 è passato a lavorare in televisione, sempre per la RTSI: è l'ideatore del programma Il Quotidiano, in onda dal 1985, e di Controluce, entrambi su RSI LA1, e cura la rubrica letteraria Festa Mobile (creata nel 1997). Nel 1987 gli è stato assegnato l'incarico di direttore del dipartimento informazione della TSI; ha ricoperto tale ruolo fino al 2007.